# All Saints Margaret Street

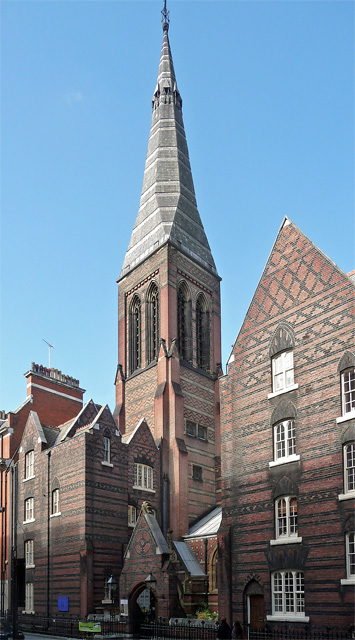
All Saints Margaret Street

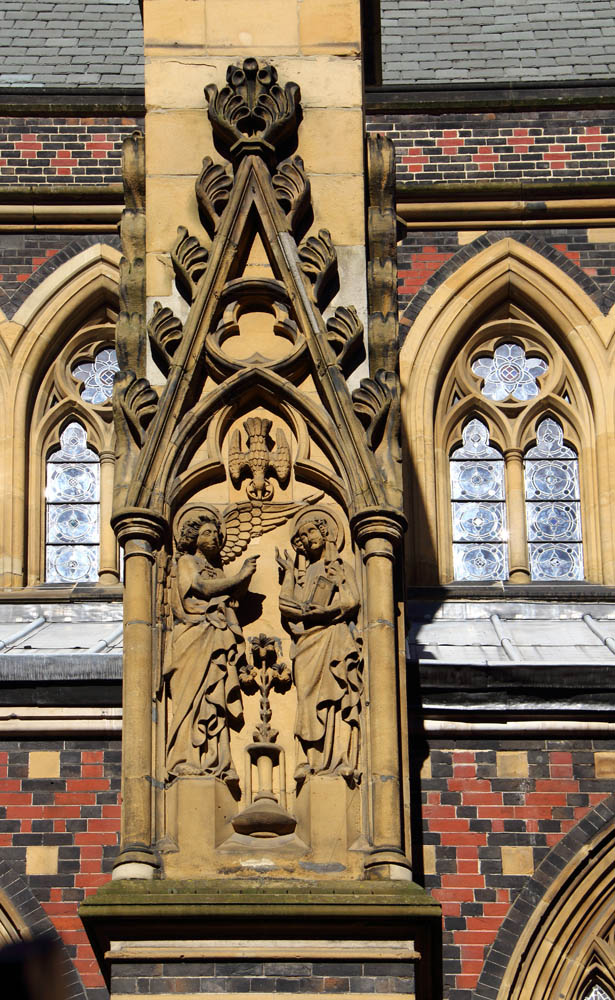
Reliefpfeiler

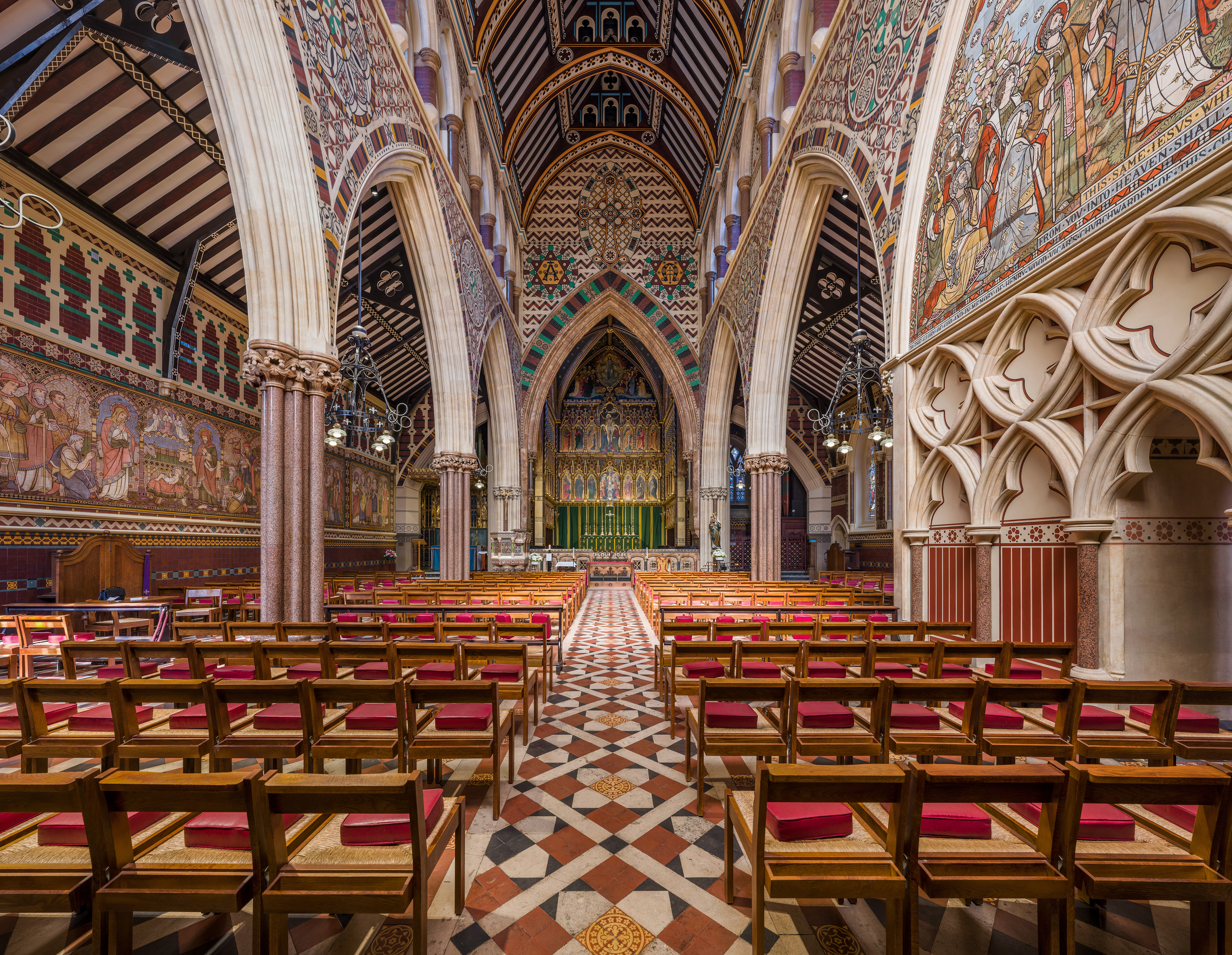
Innenraum

All Saints Margaret Street  ist eine anglikanische Pfarrkirche im Londoner Innenstadtbezirk City of Westminster. Das von William Butterfield entworfene Kirchengebäude gilt als ein Hauptwerk viktorianischer Neugotik.

## Geschichte
Eine Margaret Street Chapel existierte an dieser Stelle bereits seit etwa 1760. Mit dem Beginn der Oxfordbewegung der Zeit um 1830, die innerhalb des Anglikanismus eine verstärkt katholische Orientierung zu etablieren suchte, entstand zugleich der Wunsch nach einem Kirchenbau, der sich entsprechend den Zielsetzungen deutlich an mittelalterliche Vorbilder anlehnen sollte. Entscheidende Persönlichkeit für diese Neuorientierung der Gemeinde war der später zum Katholizismus übergetretene William Dodsworth. Sein Nachfolger Alexander Beresford-Hope suchte im Zusammenwirken mit der Cambridge Camden Society und mit Unterstützung des Londoner Bischofs Charles James Blomfield den projektierten Kirchenbau als einen Musterbau der neuen Bewegung zu verwirklichen. Mit dem Kirchenneubau wurde William Butterfield beauftragt. Die Grundsteinlegung erfolgte am Allerheiligentag (1. November) des Jahres 1850, die Einweihung der vollendeten Kirche am 28. Mai 1859.

## Architektur
Der Kirchenbau wurde als Teil einer geschlossenen Hofanlage angelegt, die seitlich von zwei Wohntrakten eingefasst ist und deren rückwärtiger Flügel der in einem eingebauten spitzhelmbekrönten Kirchturm gipfelnde Kirchenbau mit seitlich gesetzter übergiebelter Portalvorhalle bildet und straßenseitig durch ein Eingangsportal begrenzt ist. Markantes Gestaltungselement ist ein aufragender Strebepfeiler mit einer Reliefdarstellung der Mariä Verkündigung. In bewusster Materialbetontheit wurden Kirche und Seitentrakte in Ziegelbauweise errichtet, wobei durch die Verwendung von rotem Backstein, durchsetzt mit Bändern aus schwarz glasierten Ziegeln und unterbrochen von Lagen aus hellem Sandstein, eine intensive polychrome Wirkung erzielt wurde. Als Werksteinelemente sind Fenstermaßwerke und Portalrahmen ausgeführt.
Der basilikale Innenraum konstituiert sich aus weitgespannten spitzbogigen Arkaden, die einen niedrigen, mit Blendarkaden versehenen Obergaden und eine offene Dachkonstruktion tragen. Der Chorraum ist der Bedeutung des Sakralbereichs entsprechend mit Scheitelrippen kreuzrippengewölbt, die Altarwand ist mit Folgen von Wimpergen besetzt.

## Ausstattung

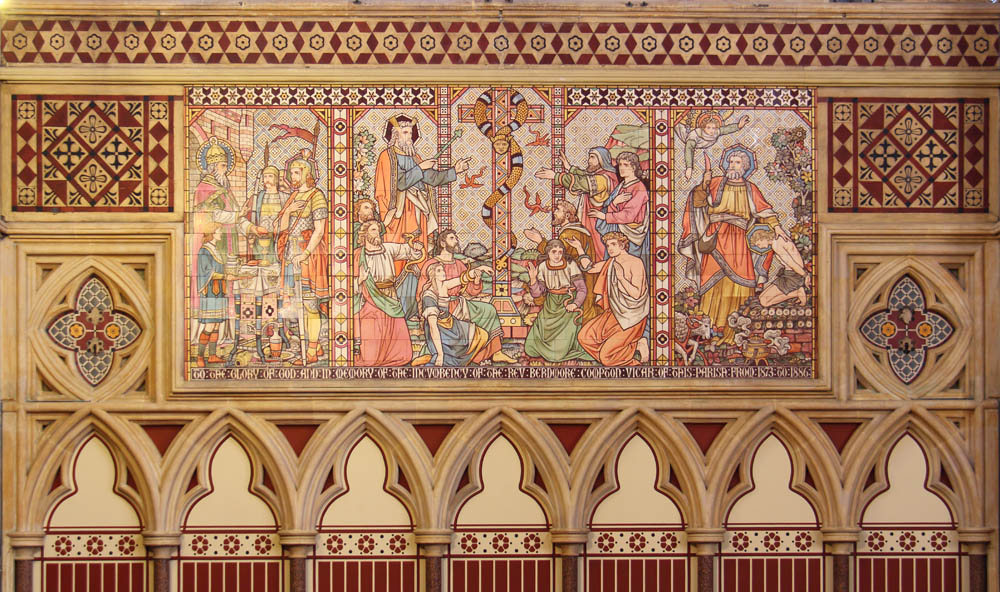
Fliesenbild mit Melchisedek, Eherner Schlange und Bindung Isaaks.

Das Kircheninnere wird von ihrer vollständigen keramischen Dekoration beherrscht. Das nicht durchfensterte Nordschiff enthält einen von Alexander Gibbs 1873 ausgeführten keramischen Bilderfries mit typologischen Szenen aus dem Alten Testament, der Geburt Christi und den Kirchenvätern. Das Ostfenster des Südschiffs mit einer Darstellung der Majestas Domini, begleitet von den beiden englischen Heiligen Eduard dem Märtyrer und Augustinus von Canterbury, schuf 1853 Michael O’Connor, von dem auch die Fenster des Obergadens stammen. Das 1877 von Alexander Gibbs entworfene Westfenster zeigt eine Darstellung der Wurzel Jesse in Anlehnung an die Kathedrale von Wells.
Die hinter einer Maßwerkarkatur auf der Nordseite des Chores untergebrachte Orgel mit Freipfeifenprospekt und 69 Registern, verteilt auf vier Manuale und Pedal, wurde 1910 von der Orgelbaufirma Harrison & Harrison unter Verwendung von Material der ursprünglichen Orgel erbaut, 1957 erfuhr sie einen Umbau zur elektropneumatischen Traktur, 2002 eine Restaurierung.

## Nutzung
Die Pfarrgemeinde, die zur Diözese London der Church of England gehört, ist seit ihrer Gründung dem anglokatholischen Flügel der Kirche verpflichtet. Sie veranstaltet jeden Tag mindestens eine Messfeier, sonntags vier Gottesdienste. Da sie die Ordination von Frauen ablehnt, übt der Bischof von Fulham für sie die Rolle eines sogenannten Provincial Episcopal Visitors aus.